# Carl Heim (Ingenieur)

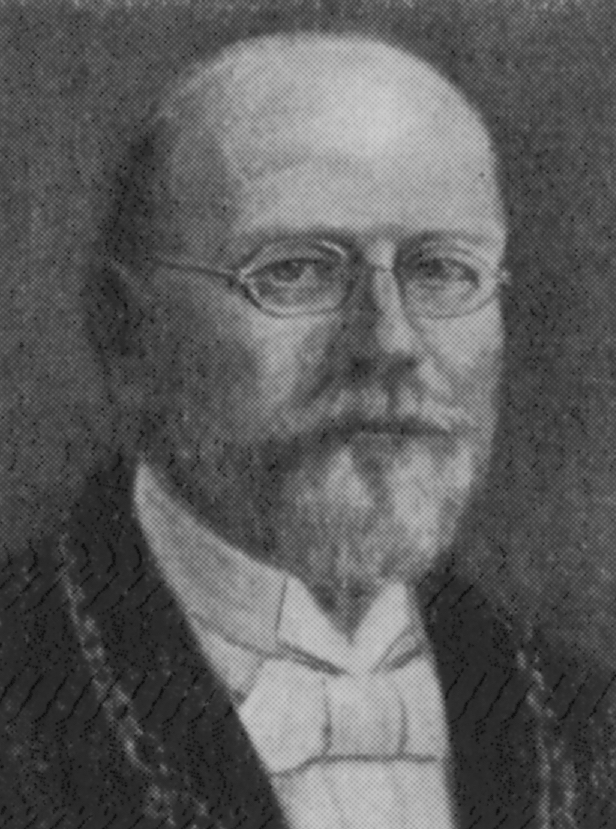
Carl Heim

Carl Heim, auch Karl Heim (* 18. August 1858 in Darmstadt; † 27. November 1924 in Jugenheim an der Bergstraße) war ein deutscher Elektroingenieur und Hochschullehrer. Er lehrte als Professor an der Technischen Hochschule Hannover und war von 1915 bis 1917 auch deren Rektor. 

## Leben
1885 wurde Heim an der Universität Gießen promoviert. 1885 war er Ingenieur bei der Deutschen Edison-Gesellschaft in Berlin, bevor er von 1886 bis 1892 zunächst als Privatdozent für Elektrotechnik an der Technischen Hochschule Hannover lehrte. 1892 berief ihn die Hochschule zum Professor für Elektrochemie. 1914 erhielt er den Titel Geheimer Regierungsrat, 1921 wurde er emeritiert.

## Schriften
- Untersuchungen über die Gore'schen Phänomene. Dissertation. Gießen 1885. Kutzner, München 1885.
- Die Einrichtung elektrischer Beleuchtungsanlagen für Gleichstrombetrieb. Leiner, Leipzig 1896.
- Die Accumulatoren für stationäre elektrische Anlagen. Leiner, Leipzig 1899.